# Stora Åltjärnen, Hälsingland
Stora Åltjärnen är en sjö i Ljusdals kommun i Hälsingland och ingår i Ljusnans huvudavrinningsområde. Sjön har en area på 0,137 kvadratkilometer och ligger 255,7 meter över havet.

## Delavrinningsområde
Stora Åltjärnen ingår i det delavrinningsområde (688575-149842) som SMHI kallar för Utloppet av Hennan. Medelhöjden är 261 meter över havet och ytan är 90 kvadratkilometer. Räknas de 57 avrinningsområdena uppströms in blir den ackumulerade arean 617,28 kvadratkilometer. Sillerboån (Väljeån) som avvattnar avrinningsområdet har biflödesordning 2, vilket innebär att vattnet flödar genom totalt 2 vattendrag innan det når havet efter 153 kilometer. Avrinningsområdet består mestadels av skog (66 procent). Avrinningsområdet har 23,73 kvadratkilometer vattenytor vilket ger det en sjöprocent på 26,4 procent.